# Nicolae Titulescu
Nicolae Titulescu (Craiova, 4 marzo 1882 – Cannes, 17 marzo 1941) è stato un diplomatico e politico romeno, presidente dell'Assemblea generale della Società delle Nazioni per due mandati, nel 1930 e nel 1931.

## Formazione
Figlio di un procuratore legale, trascorse la sua infanzia a Tituleşti, località che oggi porta il suo nome. Dopo essersi diplomato presso il liceo Carol I di Craiova, si laureò in legge a Parigi diuscutendo una tesi dal titolo Essai sur une théorie des droits éventuels.
Nel 1905 tornò in patria, insegnando legge prime presso l'Università di Iaşi e dal 1907 a Bucarest.

## Carriera politica
Nelle elezioni del 1912 venne eletto in Parlamento e, cinque anni più tardi, divenne Ministro delle Finanze.
Nell'estate del 1918 fondò a Parigi, con altri intellettuali romeni (Take Ionescu, Octavian Goga, Traian Vuia, Constantin Mille), il Comitato Nazionale Romeno, con lo scopo di promuovere nell'opinione pubblica internazionale il diritto del popolo romeno all'unità nazionale.
Tra il 1927 ed il 1936, Nicolae Titulescu ricoprì diverse volte la carica di Ministro per gli Affari Esteri.

### Società delle Nazioni
A partire dal 1921 divenne anche rappresentante permanente della Romania presso la Società delle Nazioni a Ginevra, venendo due volte nominato presidente della sua Assemblea generale, nel 1930 e nel 1931 e distinguendosi per le sue battaglie in favore della stabilità dei confini, delle buone relazioni tra paesi confinanti grandi e piccoli e dell'uguaglianza e del rispetto della sovranità tra le diverse nazioni.

## Esilio

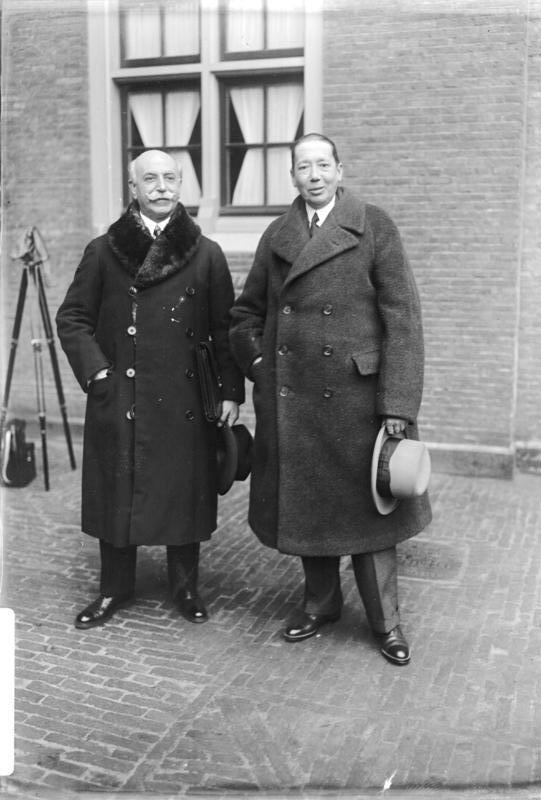
Nicolae Titulescu (a destra) con Gheorghe Mironescu

Nel 1936 venne in contrasto con il Re Carlo II di Romania, il quale lo rimosse da tutte le cariche ufficiali e gli chiese di lasciare la Romania. Stabilitosi prima in Svizzera e poi in Francia, durante l'esilio Titulescu continuò a diffondere le sue idee per il mantenimento della pace sia scrivendo articoli sui giornali sia tenendo conferenze, avendo il sentore di una nuova guerra che riteneva imminente. Poté fare ritorno in Romania nel novembre del 1937, anche grazie all'appoggio di Iuliu Maniu.
Debilitato da una lunga malattia, morì a Cannes nel 1941 ed è sepolto a Brașov, nel cimitero adiacente alla Chiesa di San Nicola.